# Villeneuve-Saint-Germain
Villeneuve-Saint-Germain település Franciaországban, Aisne megyében. Lakosainak száma 2585 fő (2022. január 1.). Villeneuve-Saint-Germain Billy-sur-Aisne, Bucy-le-Long, Soissons és Venizel községekkel határos.

## Népesség
A település népessége az elmúlt években az alábbi módon változott:
| Lakosok száma | 2783 | 2833 | 2580 | 2401 | 2512 | 2519 | 2490 | 2549 | 2549 | 2585 |
|               | 1968 | 1982 | 1990 | 2006 | 2013 | 2015 | 2017 | 2019 | 2020 | 2022 |